# Брагіда Едуард Михайлович
Едуард Михайлович Брагіда (нар. 26 листопада 1969, Тараса Шевченка) — український актор театру, заслужений артист України з 2020 року.

## Біографія
Народився 26 листопада 1969 року в селі Тараса Шевченка (нині Чернігівський район Чернігівської області, Україна). 1992 року закінчив Ніжинське училище культури.
Після здобуття фахової освіти з 1992 року — артист-вокаліст Чернігівського обласного українського музично-драматичного театру імені Тараса Шевченка.

## Творчість
За час роботи в театрі зіграв багато різнопланових — як вокальних, так і суто драматичних ролей у різножанрових виставах, зокрема:
- Іван (опера Миколи Аркаса «Катерина» за поемою «Катерина» Тараса Шевченка);
- Султан (опера «Запорожець за Дунаєм» Семена Гулака-Артемовського);
- Степан (дума-опера «Сліпий» за поемою Тараса Шевченка «Невольник»);
- Той, що в скалі сидить («Лісова пісня» Лесі Українки);
- Радник («Кумир душі моєї…» Дениса Фонвізіна);
- Гриць («У неділю рано зілля копала» за Ольгою Кобилянською);
- Дудукін («Без вини винні» Олександра Островського);
- Скорик («Сватання на Гончарівці» Григорія Квітки-Основ'яненка);
- Базильський («Двадцять хвилин з янголом» Олександра Вампілова);
- Дорош («Панночка» Ніни Садур за Миколою Гоголем);
- Іван Іванович («Миргород» за Миколою Гоголем);
- Джордж («Французька вечеря» Марка Камолетті);
- Сільвіо («Слуга двох панів» Карло Ґольдоні);
- Граф Альмавіва («Безумний день, або Весілля Фігаро» П'єра Бомарше);
- Констебль Уоррен («Наше містечко» Торнтона Вайлдера);
- Король («Нельська вежа» Александра Дюма);
- Гнат Карий («Назар Стодоля» Тараса Шевченка);
- Джон Сміт, Голландець («Тато в павутинні», «Смішні гроші» Рея Куні);
- Малий Бобі («Каліка з острова Інішмаан» Мартіна МаккДонаха);
- Купець («Комедія помилок» Вільяма Шекспіра);
- Апраш («Циганка Аза» Михайла Старицького);
- Запорожець і Пацюк («Ніч перед Різдвом» за Миколою Гоголем);
- Голова («Майська ніч» Михайла Старицького за Миколою Гоголем);
- Степан Дранко («Перемудрували» за Марком Кропивницьким);
- Богаєвський («Балада про Крути» Анатолія Покришеня);
- Жеронт («Скапен» за п'єсою Мольєра «Витівки Скапена»);
- Едік («Танго» Славомира Мрожека).

Бере участь у концертних програмах театру. Створив власну концертну програму «З любов'ю», та разом Альбертом Лукашовим концертну програму «Осінній унісон».